# Bödelestraße

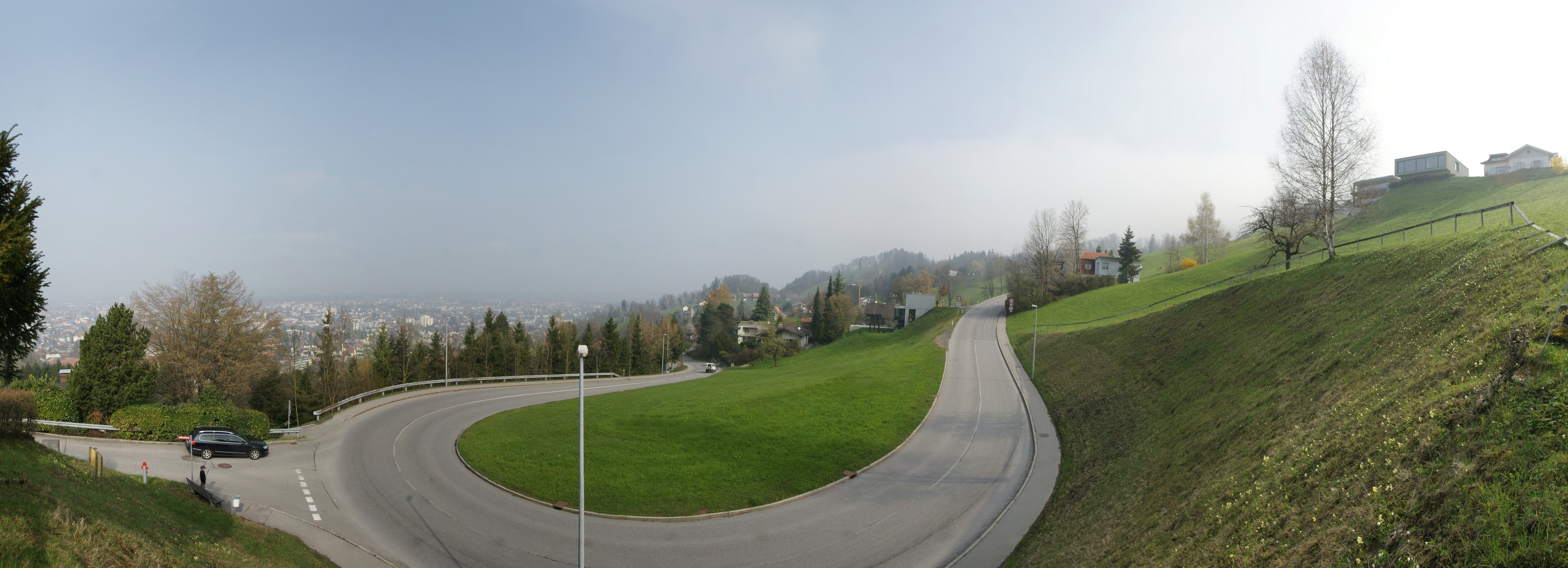
Die „Sandkurve“ an der Bödelestraße

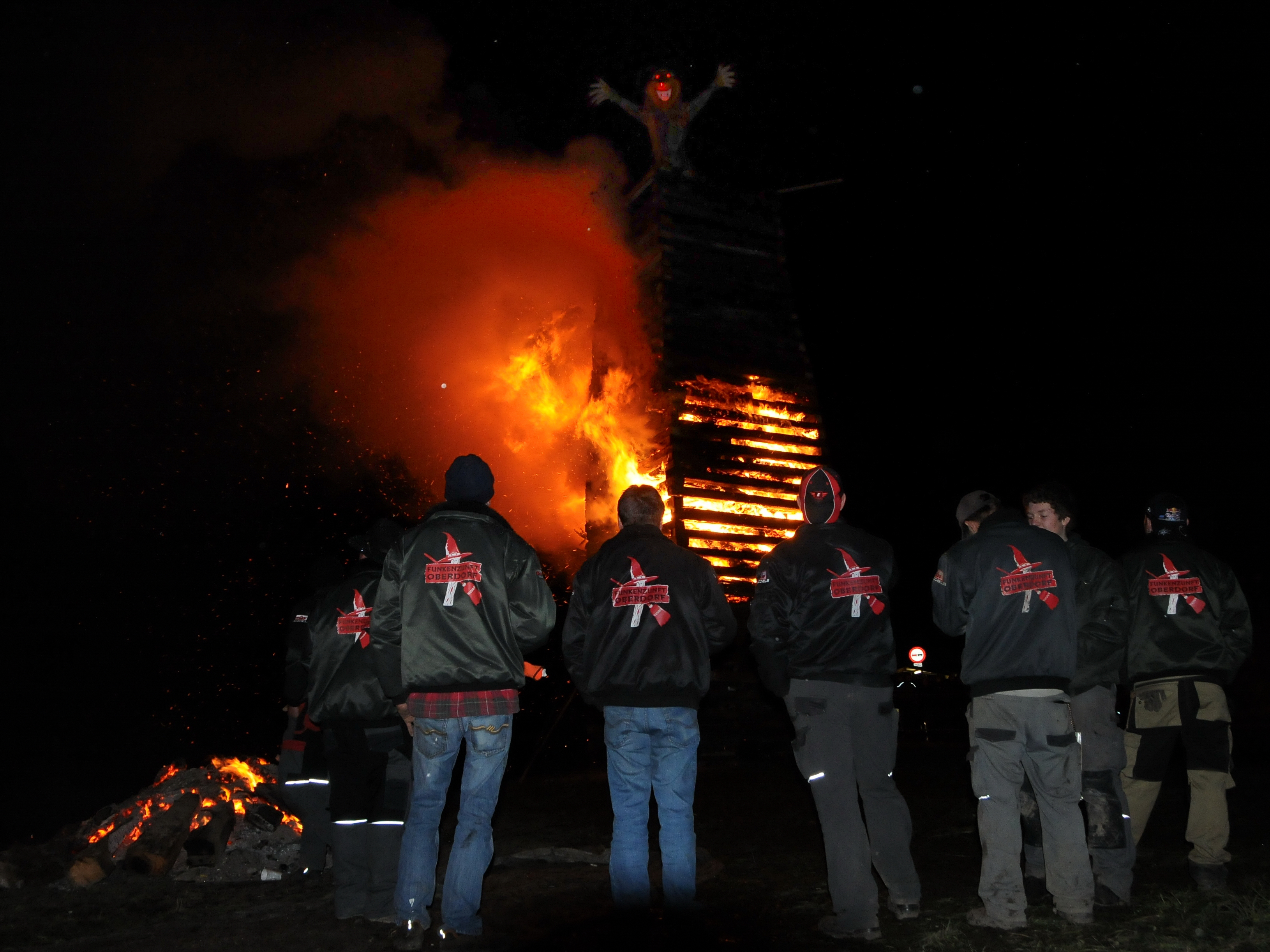
Der traditionelle Funken in der Sandkurve

Die Bödelestraße (L 48, im Dornbirner Stadtgebiet abschnittsweise als Dr.-Waibel-Straße bzw. Bergstraße bezeichnet) ist eine Landesstraße im österreichischen Bundesland Vorarlberg. Sie verbindet auf einer Länge von 17,1 km die Vorarlberger Straße (L 190) in Dornbirn mit der Bregenzerwaldstraße (L 200) in Andelsbuch. Eine besondere Stellung erhält die Bödelestraße durch ihre Verbindungsfunktion zwischen dem Vorarlberger Rheintal und dem Bregenzerwald, wobei der Losenpass auf einer Höhe von 1139 m ü. A. überquert wird.

## Straßenführung
Direkt im Stadtzentrum Dornbirns zweigt die Bödelestraße zwischen dem Rathaus und den Gebäuden der Mohrenbrauerei August Huber von der Vorarlberger Straße ab. In diesem Bereich wird die Straße im kommunalen Straßennetz noch als Dr.-Waibel-Straße (nach dem Dornbirner Langzeitbürgermeister Dr. Johann Georg Waibel benannt) bezeichnet. Nach einer scharfen Kurve, der nach Süden verlaufenden Abzweigung der Wingatstraße und der damit verbundenen Überquerung der Bezirksgrenze zwischen den Stadtbezirken Markt und Oberdorf lautet der Straßenname kurzzeitig Bergstraße. Nach dem Verlassen des Oberdorfer Ortszentrums folgt ein stärkerer und zunehmend serpentinenartig geführter Anstieg. In dieser Form wird der Straßenverlauf am Berghang oberhalb Dornbirns am Ortskern der zu Dornbirn gehörenden Ortschaft Watzenegg vorbei geleitet. Nach einigen Kilometern erreicht die Bödelestraße den Losenpass am namensgebenden Bödele, einem bekannten Wintersport- und Naherholungsgebiet auf etwa 1200 Metern Höhe.
Anschließend daran führt die Straße wiederum in teilweise scharfen Serpentinen abwärts in die Bregenzerwäldergemeinde Schwarzenberg. Im Ortszentrum von Schwarzenberg zweigt die Bödelestraße am Dorfplatz nach rechts ab und führt aus dem Ortsgebiet hinaus, wobei an der Grenze des Gemeindegebiets die Bregenzer Ach überquert wird, ehe auf Andelsbucher Gemeindegebiet im Ortsteil Bersbuch mittels eines Kreisverkehrs der Anschluss an die Bregenzerwaldstraße erfolgt.